# ديمبا دياوارا
ديمبا دياوارا (من مواليد حوالي عام 1931) هو إمام وزعيم قرية كير سيمبارا في السنغال. يُعرف بدوره الريادي في تشجيع المجتمعات القروية على التخلي عن ممارسة ختان الإناث (استئصال جزء من الأعضاء التناسلية الأنثوية). وقد اطلع على أولى الإعلانات الصادرة من قرية ماليكوندا بمبارا السنغالية في عام 1997 التي أعلنت فيها التخلي عن هذه الممارسة، ثم قاد قريته والعديد من القرى الأخرى نحو أول إعلان جماعي متعدد الأطراف للتخلي عن ختان الإناث في قرية ديابوغو عام 1998.